# Movik
Movik är en tätort i Tromsø kommun i Troms fylke i norra Norge. Orten ligger vid fylkesväg 864, på östra sidan av Tromsøysundet, nordöst om kommunens centralort Tromsø.